# Transmongolià
El Ferrocarril Transmongolià connecta Ulan-Udè, en el ferrocarril Trans-Baikal que forma part del part del Ferrocarril Transsiberià situada a Buriàtia, Rússia amb el districte de Jining a la Xina, passant per la capital de Mongòlia, Ulaanbaatar.
Altres parades importants es fan a les ciutats mongoles de Sükhbaatar, Darkhan, Choir, i Zamyn-Üüd/Erenhot (on es travessa la frontera xinesa). Aquesta línia es va construir entre 1949 i 1961. A la majoria de Mongòlia només té una via i a la Xina dues. Hi ha desviacions de la línia que porten a Erdenet i Baganuur.
La companyia de ferrocarril de Mongòlia Mongolyn Tömör Zam porta el 80% de totes les mercaderies i el 30% de tots els passatgers dins Mongòlia. L'amplada de la via és de 1520mm a Rússia i Mongòlia. En canvi, a la Xina és l'estàndard internacional de 1435mm i s'ha de fer el canvi, amb les operacions necessàries, que empren diverses hores, quan s'arriba a la Xina.

## Galeria

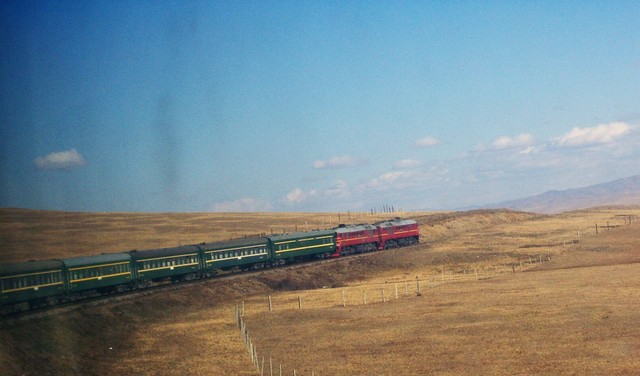
El tren al desert del Gobi
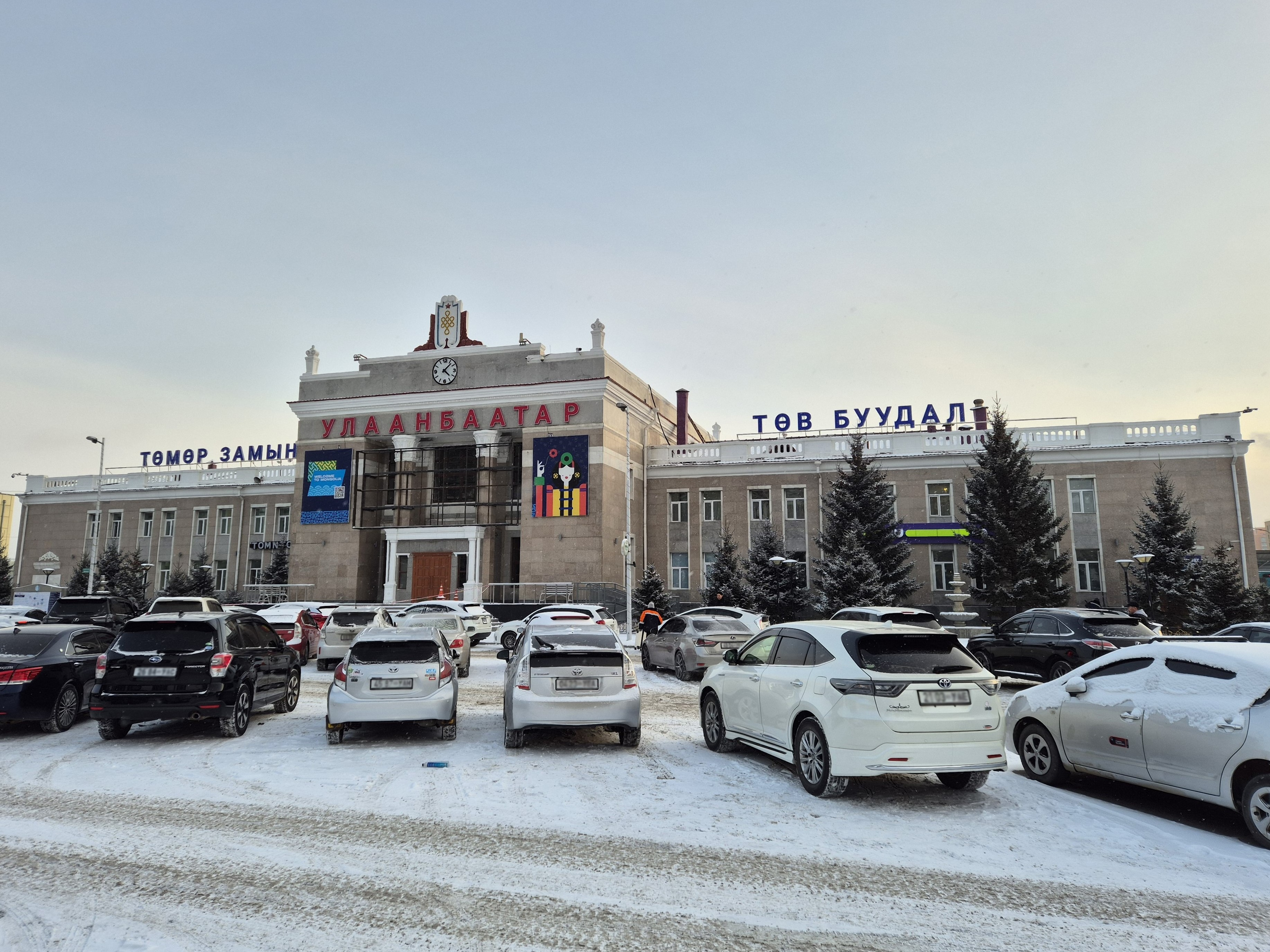
Estació de tren d'Ulan Bator
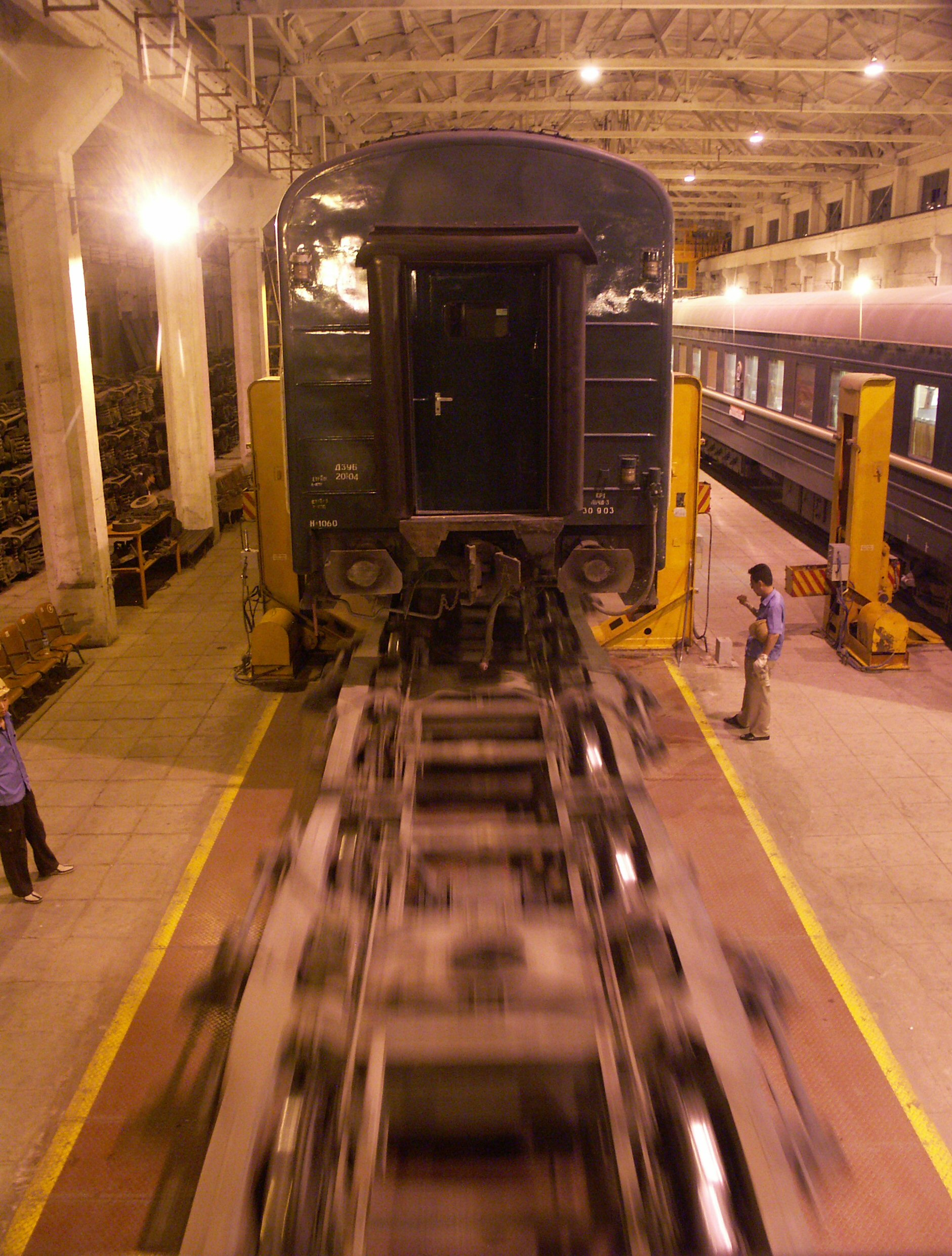
Operacions de canvi d'amplada de via
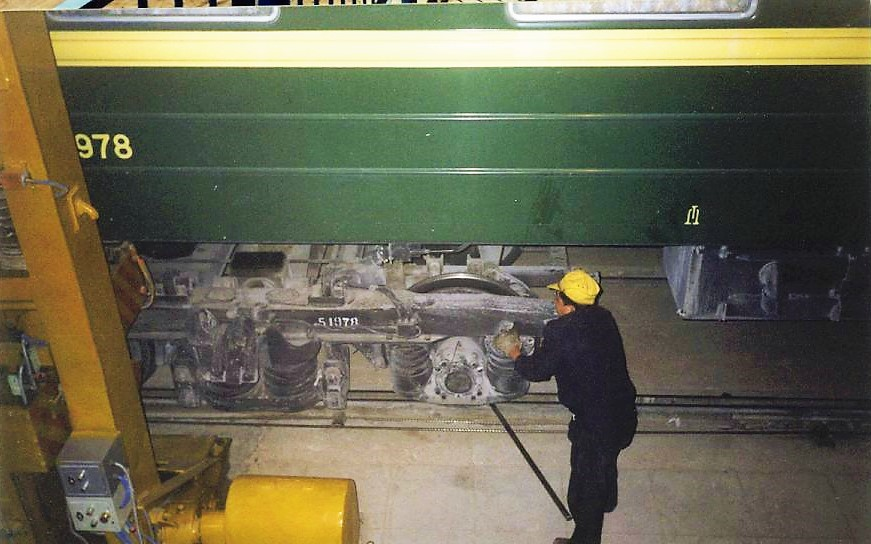
Canvi de rodes per l'amplada de via
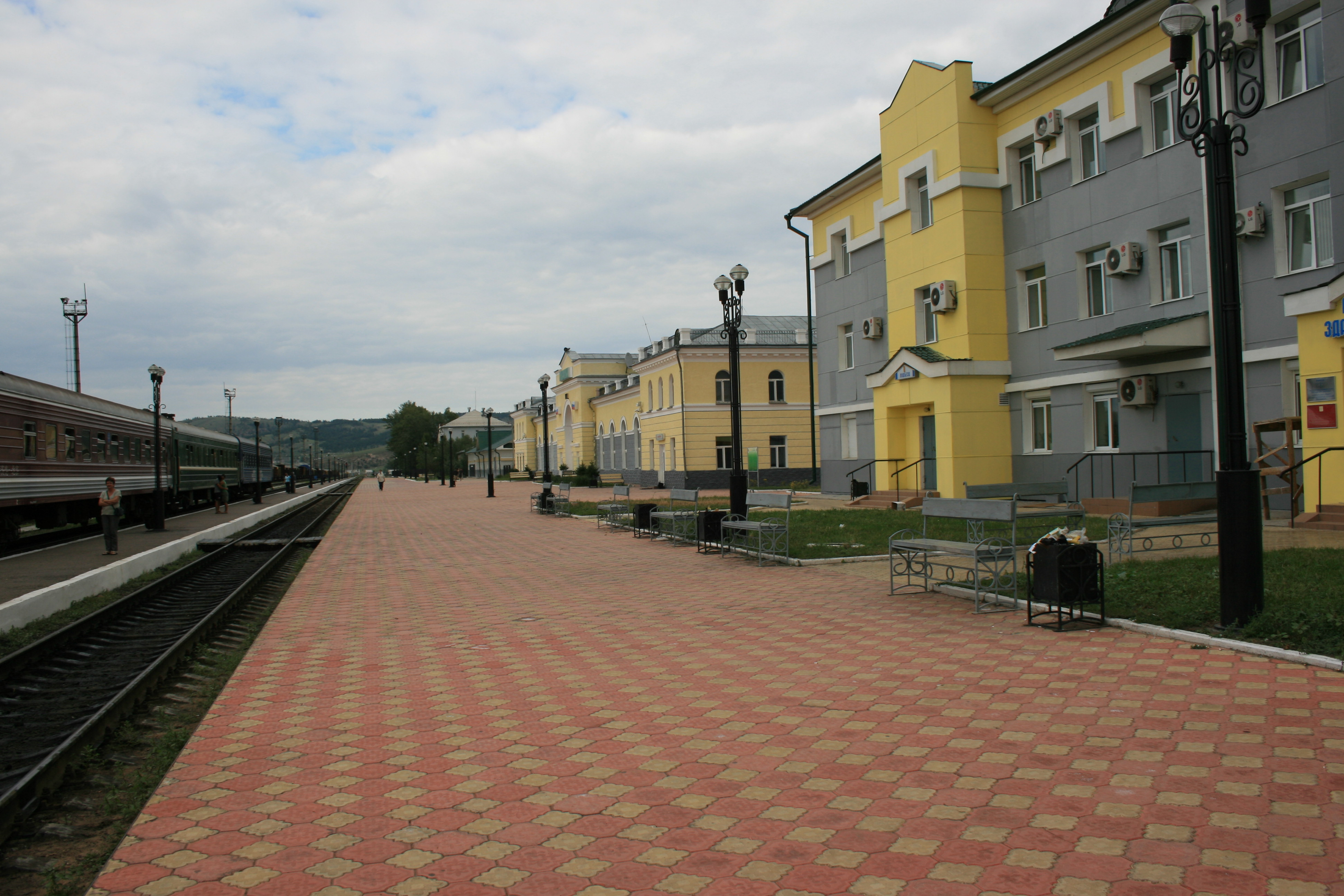
Nauxki, estació fronterera russa